# Condado Litoral-Serrano
O Condado de Litoral-Serrano (em croata: Primorsko-goranska županija) é um condado da Croácia. Sua capital é a cidade de Rijeka (antiga Fiume).
O condado faz limite com o Condado da Ístria a oeste e com a Eslovênia ao norte e compreende áreas geograficamente heterogêneas, como Carso croata, o arquipélago do Quarneiro (com as ilhas de Krk, Querso, Rab e Lussino), e parte da Croácia interior.

## População
Subdivisões da população segundo a nacionalidade (dados segundo o recenseamento de 2001):
- 258.438 (84,59%) croatas
- 15.005 (4,91%) sérvios
- 3.539 (1,16%) italianos
- 3.021 (0,99%) bósnios
- 2.883 (0,94%) eslovenos
- 2.063 (0,68%) albaneses
- 643 (0,21%) montenegrinos
- 589 (0,19%) ciganos
- 516 (0,17%) húngaros
- 489 (0,16%) macedônios
- 11.914 (3,90%) n.d.

## Divisão administrativa
O Condado de Litoral-Serrano é dividido em 14 Cidades e 21 Municípios, listados abaixo (entre parênteses os dados relativos ao censo populacional de 2001).

### Cidades
| Cidade                     | Hab.    |
| -------------------------- | ------- |
| Abácia (Opatija)           | 12.719  |
| Rab                        | 9.480   |
| Búcare (Bakar)             | 7.773   |
| Cástua (Kastav)            | 8.891   |
| Querso (Cres)              | 2.959   |
| Cirqueniza (Crikvenica)    | 11.348  |
| Čabar                      | 4.387   |
| Delnice (Delnizze)         | 6.262   |
| Rijeka (Rijeka)            | 144.043 |
| Lussimpícolo (Mali Lošinj) | 8.388   |
| Novi (Novi Vinodolski)     | 5.282   |
| Porto Rei (Kraljevica)     | 4.579   |
| Vélia (Krk)                | 5.491   |
| Verbosco (Vrbovsko)        | 6.047   |

### Municípios
| Comune                                      | Ab.    |
| ------------------------------------------- | ------ |
| Bascanova (Baška)                           | 1.554  |
| Brod Moravice                               | 985    |
| Castelomusco (Omišalj)                      | 2.998  |
| Cervi (Jelenje)                             | 4.877  |
| Clana (Klana)                               | 1.931  |
| Costrena (Kostrena)                         | 3.897  |
| Dobrinho (Dobrinj)                          | 1.970  |
| Fužine                                      | 1.855  |
| Laurana (Lovran)                            | 3.987  |
| Loque (Lokve)                               | 1.120  |
| Malinsca (Malinska-Dubašnica)               | 2.726  |
| Matúlie (Matulji)                           | 10.544 |
| Mrkopalj                                    | 1.407  |
| Ponte (Punat)                               | 1.876  |
| Ravna gora                                  | 2.724  |
| Skrad                                       | 1.333  |
| Comuna do Vale do Vinho (Vinodolska općina) | 3.530  |
| São Vicente (Viškovo)                       | 8.907  |
| Vale Santamarina (Mošćenička draga)         | 1.641  |
| Verbenico (Vrbnik)                          | 1.245  |
| Zaule (Čavle)                               | 6.749  |